# 小白木峰
小白木峰（こしらきみね）は、岐阜県飛騨市と富山県富山市にまたがる山。標高は1436.6m。

## 概要
白木峰から南方に稜線を4km辿った先にある飛騨高地の一つの山で、ピークとしての独立性は低く富山平野からは白木峰の山体の一部のように見える。標高はあまり高くないものの、白木峰同様に池塘のある高層湿原と高山植物が見られる。またヒメシャクナゲ群落は白木峰には見られないもので、富山県でも希少。

## 自然
植生は白木峰に似てニッコウキスゲの群生が見られる。山頂西側の高層湿原にはイワイチョウやサワラン、コバイケイソウなどが自生する。
珍しいものではヒメシャクナゲの群落が見られる。この群落は白木峰には見られないもので、富山県では東笠山と太郎兵衛平を合わせて三箇所のみに確認される希少なものである。
山頂稜線は白木峰と違って展望が開けず、白木という名の由来になったと考えられるブナ低木が広がっている。その林床にはアカモノやゴゼンタチバナ、ギンリョウソウの群落が見られる。

## 地形
小白木峰の山頂付近は広い高原状になっている。これは侵食されずに残った準平原遺物の平坦面に由来していると考えられている。

## 地質
小白木峰層は、主に飛騨片麻岩類と石灰岩からなる地層で、粗粒黒雲母微斜長石斜長石石英片麻岩を最も多く含む。

## 登山
岐阜県の万波高原からの登山口と富山県の大長谷第四発電所からの登山口があり、また白木峰から稜線を辿って登ることもできる。この山の大きな特徴である高層湿原は発電所からの登山道の山頂付近に存在する。